# Treysa (Meteorit)
Koordinaten: 50° 56′ 40″ N, 9° 9′ 35″ O

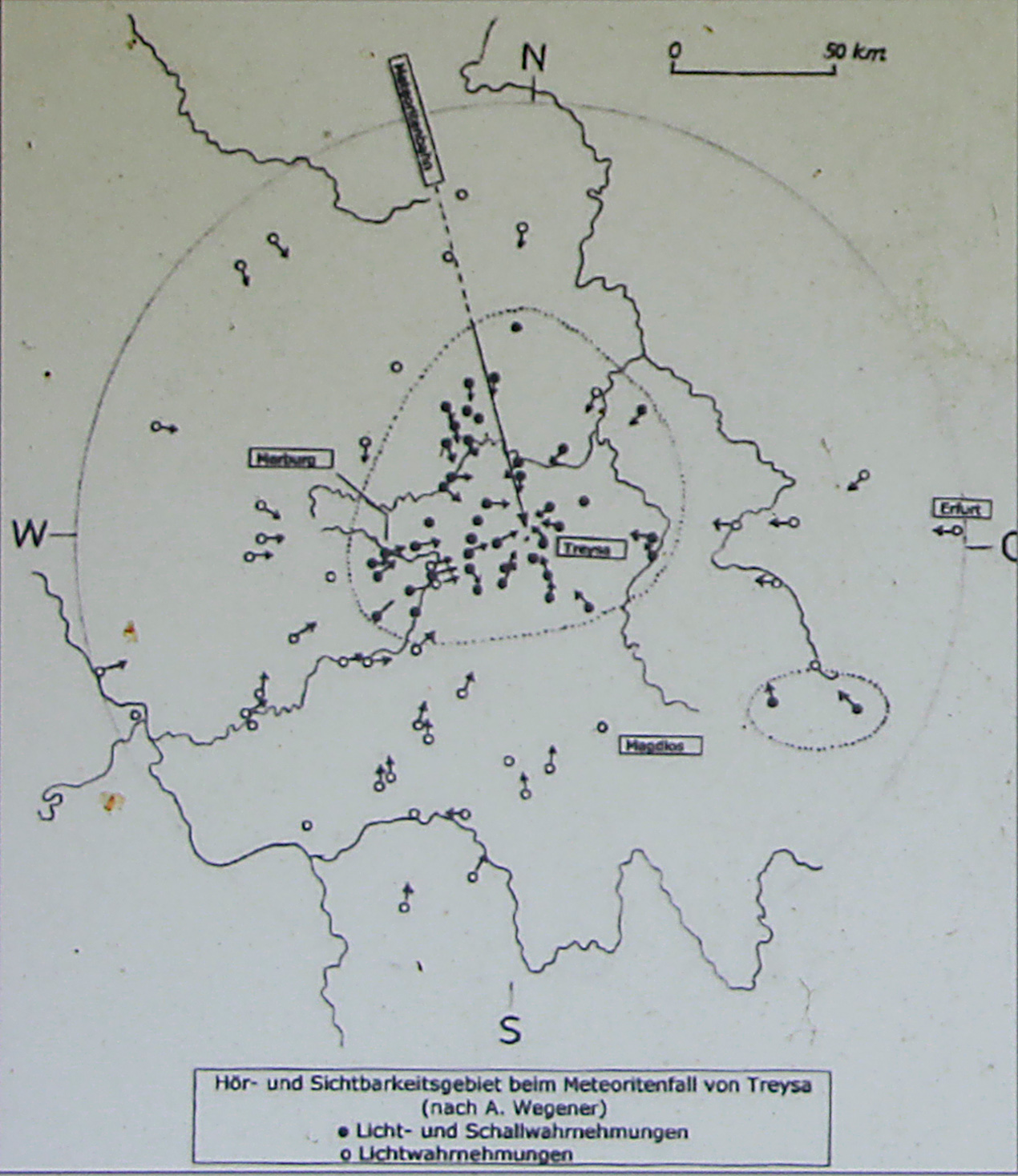
Karte von Alfred Wegener zu den Beobachtungen des Meteoriten

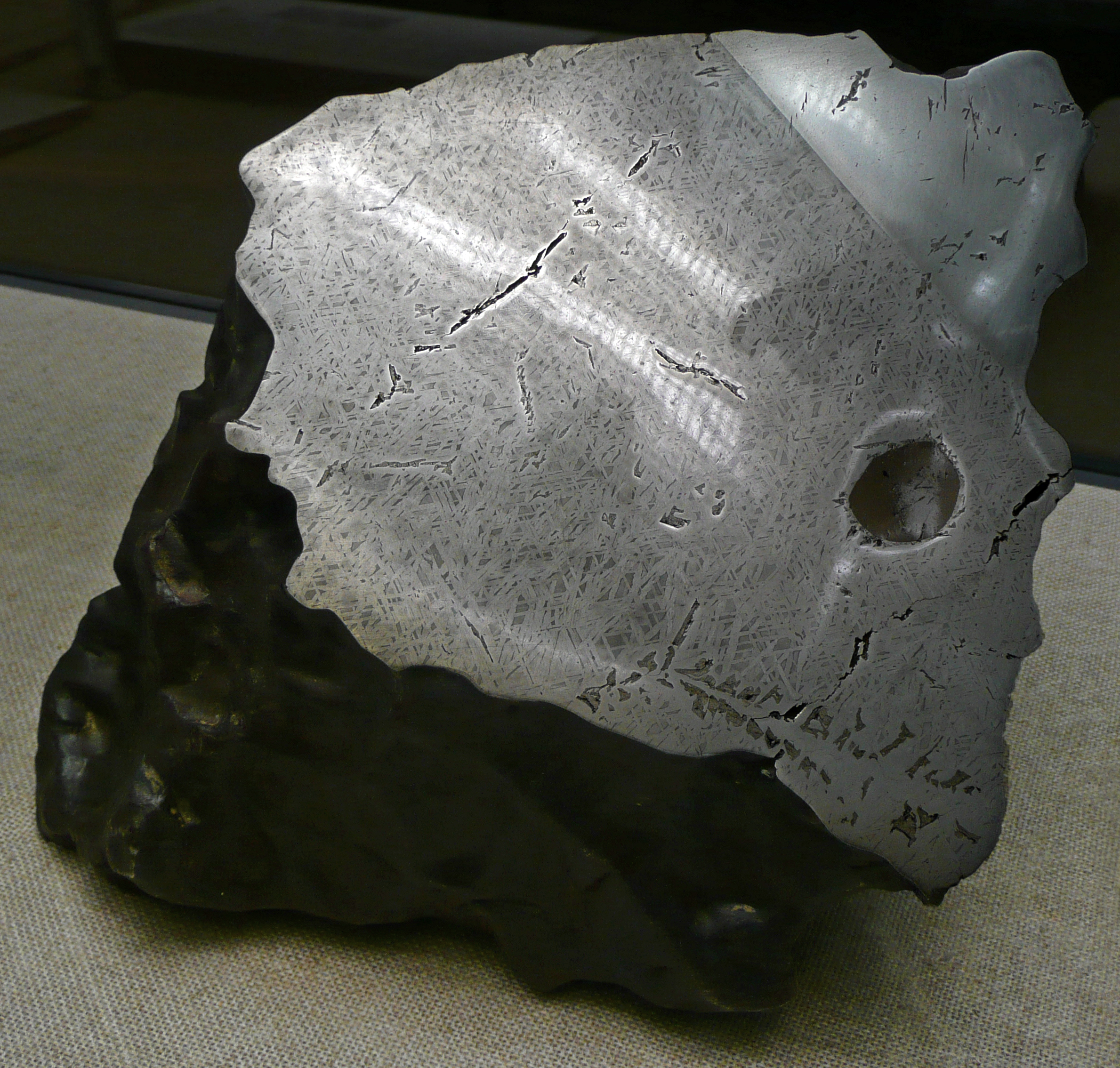
Treysa-Meteorit (Hauptstück) im Mineralogischen Museum in Marburg, Schnittfläche mit Widmanstätten-Strukturen

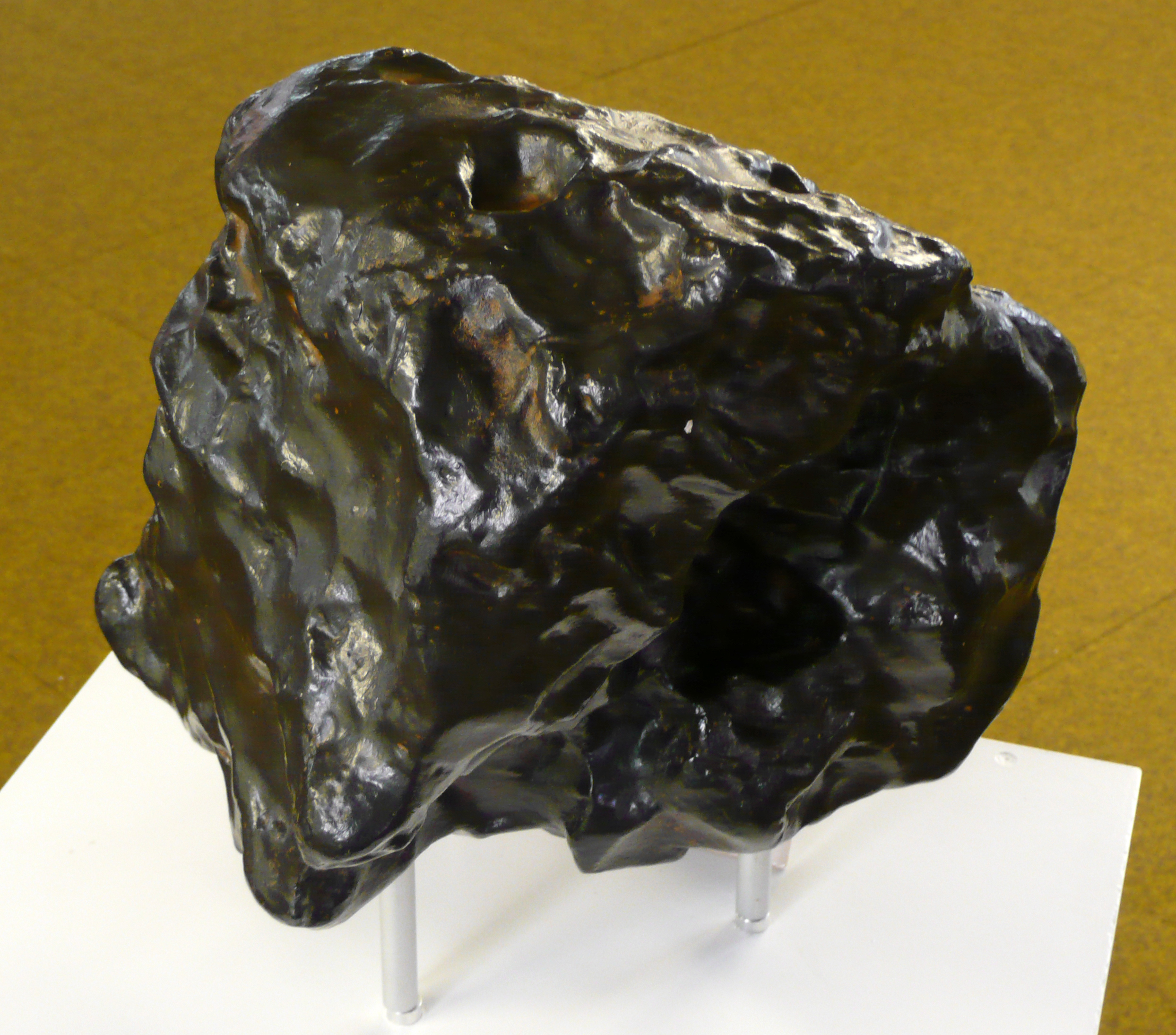
Abguss des vollständigen Meteoriten, bevor er aufgeschnitten wurde

Der Meteorit von Treysa, auch Meteorit von Rommershausen, ist ein Eisenmeteorit, der am 3. April 1916 in einem Waldstück in der Nähe des heutigen Schwalmstädter Stadtteils Rommershausen in Nordhessen niedergegangen und im März 1917 gefunden wurde. Benannt ist er nach dem größeren Schwalmstädter Stadtteil Treysa (bis 1970 eine selbständige Stadt). Der Meteorit ging in die deutsche astronomische Geschichte ein als einer der bedeutendsten nachweisbar beobachteten Meteoriteneinschläge in der Neuzeit. Er wird als mittlerer Oktaedrit der chemischen Gruppe IIIB klassifiziert und zeigt die Widmanstätten-Strukturen.
Neben Eisen und Nickel enthält er Phosphor, Kobalt, Gallium, Germanium und Iridium und eiförmige Troilit-Einschlüsse. Er entstand in der Frühphase des Sonnensystems vor 4,5 Milliarden Jahren und zerbrach vor 650 Millionen Jahren wahrscheinlich durch Kollision im Asteroidengürtel.

## Fundgeschichte, Untersuchungen, Bedeutung, Ausstellung

### Niedergang, Fund und Bergung
Am 3. April 1916 um 15:25 Uhr berichteten Augenzeugen von einem Donnerschlag und Rauchwolken. Die Leucht- und Geräuscherscheinung stammte von einem aus dem Weltall auf die Erde stürzenden Meteoriten, der in einem Waldstück nahe Rommershausen einschlug.
Wie sich später ergab, war der Feuerball (Bolide) in einem Umkreis von 150 km gesehen, die Detonationen waren in einem Umkreis von ca. 50 km zu hören.
Der Ort des Meteoritenniedergangs war aber zunächst unbekannt. Aufgrund der Berichte kam ein kreisförmiges Gebiet mit einem Radius von etwa 135 km in Frage. Nach Zeitungsaufrufen ergab sich als Fallort ungefähr die Gegend von Treysa und Ziegenhain.
Der Meteorologe, Polar- und Geowissenschaftler Alfred Wegener, der damals als Privatdozent für Meteorologie, praktische Astronomie und kosmische Physik an der Universität Marburg lehrte und forschte, berechnete nach den gesammelten Augenzeugenberichten die Bahn des Meteoriten und seine wahrscheinliche Aufschlagstelle.
Wegener rühmte den Meteoriten (und damit seine Berechnungen) als den ersten, „welcher nur auf Grund der Beobachtungen über die Licht- und Schallerscheinungen des Falles gefunden wurde, ohne daß sein Niederfallen selber bemerkt worden war.“ 
Wegeners Veröffentlichung von 1918 ist die Überlieferung der genauen Fundumstände zu verdanken.
Zunächst unternahm Wegener selbst „mehrere Ausflüge in die Fallgegend und zog von Dorf zu Dorf wandernd, weitere Erkundigungen ein, in der Hoffnung, auf eine Nachricht zu stoßen, daß der Einschlag des Meteoriten beobachtet worden sei. (…) Vom Meteoriten zeigte sich aber keine Spur.“ Wegen der wissenschaftlichen Bedeutung wurde im Januar 1917 die Summe von 300 Reichsmark für den Finder ausgelobt. Die Suche hatten der Physiker Franz Richarz und der Geologe Emanuel Kayser initiiert. Daraufhin meldete sich im März 1917 der Förster Huppmann, der bereits im Sommer 1916 in einem Waldstück nahe Rommershausen eine auffällige Grube bemerkt hatte.
Dieses bereits wieder teilweise aufgefüllte Loch hatte etwa einen Meter Breite und noch ¼ Meter Tiefe. 
Dort fand man dann bei Nachgrabungen den 63,28 kg schweren (Wegener: 50 kg) und 36 cm breiten Eisenmeteoriten. Wegeners Vorhersage des Einschlagortes wich um 8 km vom späteren Fundort ab, bei Gewicht, Typ und Eindringtiefe traf Wegeners Vorhersage dagegen ziemlich genau zu. 
Der Meteorit war in einem schräg einfallenden röhrenförmigen Loch 1,60 Meter tief (Wegener: 1,50 m) in den Boden eingedrungen und dabei nur unwesentlich zersplittert und fast vollständig erhalten.

### Untersuchungen und Ergebnisse
Nach dem Transport an die Universität Marburg untersuchte und publizierte zunächst der damalige Direktor des Physikalischen Instituts Franz Richarz den Meteoriten. Insgesamt wurden 23 Platten und Anschliffe angefertigt und von geologisch-mineralogischen Forschungsinstituten untersucht. An den Probestücken wird auch heute noch geforscht.
Zwar gab es durch die Zeit im Boden bereits oberflächliche Rostflecken, doch hatte die dünne Schmelzkruste verhindert, dass trotz Regen und Schnee korrosiven Auswirkungen ins Innere vordringen konnten.
Als Eisenmeteorit mit ca. 9 Gewichtsprozent Nickel ist Treysa gekennzeichnet durch auffälligen Kamazit, Taenit und Plessit. Begleitend (akzessorisch) sind Schreibersit und Troilit vorhanden.
Der Kamazit weist in geätzten Abschnitten gerade Lamellen auf; Taenit und Plessit machen etwa 35 Volumenprozent des Meteoriten aus. Schreibersit kommt in der Form einkristalliner, etwas brekziöser Kristalle vor. 
In der Schmelzkruste finden sich Magnetit und Wüstit.
Sein Inventar an Spurenelementen ist etwas ungewöhnlich, insbesondere ist der Iridium-Anteil höher als man es für solche Meteoriten erwartet. Die vollständige Klassifizierung lautet daher „IIIAB-an[omal]“.

### Bedeutung des Fundes
Das kosmische Strahlungsalter (englisch cosmic ray exposure [age], CRE) wurde auf mehrere hundert Millionen Jahre bestimmt.
Treysa hat einige Aufmerksamkeit erregt, da dieses Alter einen ersten Hinweise darauf gab, dass Eisenmeteoriten (d. h. ihre unmittelbaren prä-terrestrischen Vorläufer, Meteoroiden genannt) weniger von der Erosion im Weltraum betroffen sind als bei Steinmeteoriten.
Die wichtigsten Prozesse, die zu dieser Alterung beitragen sind kosmische Strahlung (vgl. auch Sonnenwind), aber auch Mikrometeoritenbeschuss.

### Aufbewahrung und Denkmal

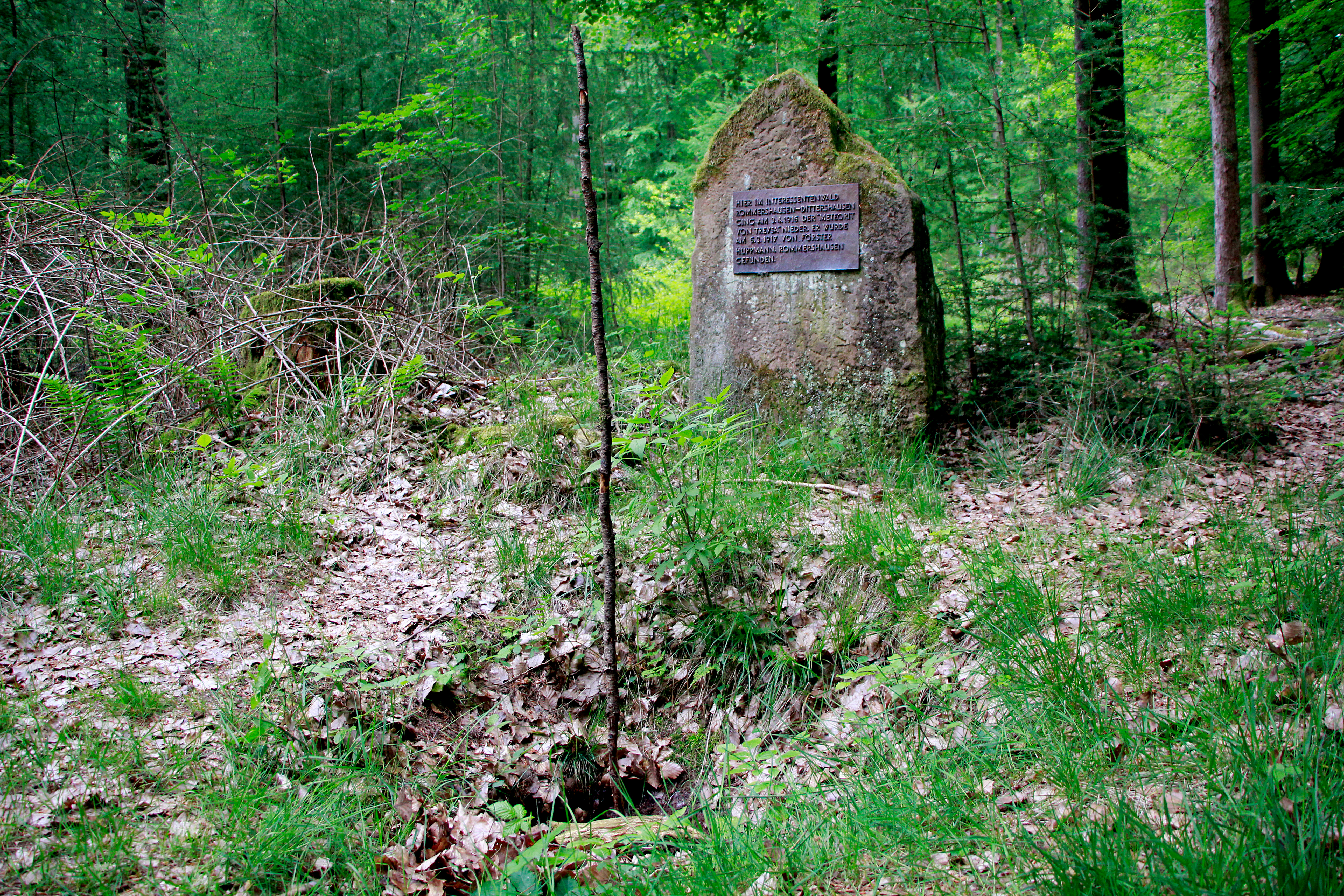
Fundort im Wald bei Rommershausen, Gedenkstein

Ausgestellt wird der größte Teil des Meteoriten im Mineralogischen Museum (MinMus) der Philipps-Universität in Marburg, wo er das bedeutsamste Exponat der Meteoritensammlung ist. Eine Kopie befindet sich im Museum der Schwalm in Ziegenhain.
Am Einschlagort, im Wald nordwestlich von Rommershausen, erinnert seit 1986 ein vom Knüllgebirgsverein aufgestellter Gedenkstein an das kosmische Ereignis. Eine früher gepflanzte Meteoritenbuche fiel 2007 einem Sturm zum Opfer. Wegweiser zum Fundort des Meteoriten sind am Rundwanderweg T1 des Knüllgebirgsvereins im Rommershäuser Wald aufgestellt.

## Varia
Feuerschein, laute Detonation und die Folgegeräusche hatten 1916 viele Menschen zutiefst erschreckt. Wegen der Kriegszeit glaubten manche an einen feindlichen Luftangriff. Andere gaben an, es sei eine feurige Wolke mit dem Bild des Kaisers erschienen.

## Bildergalerie

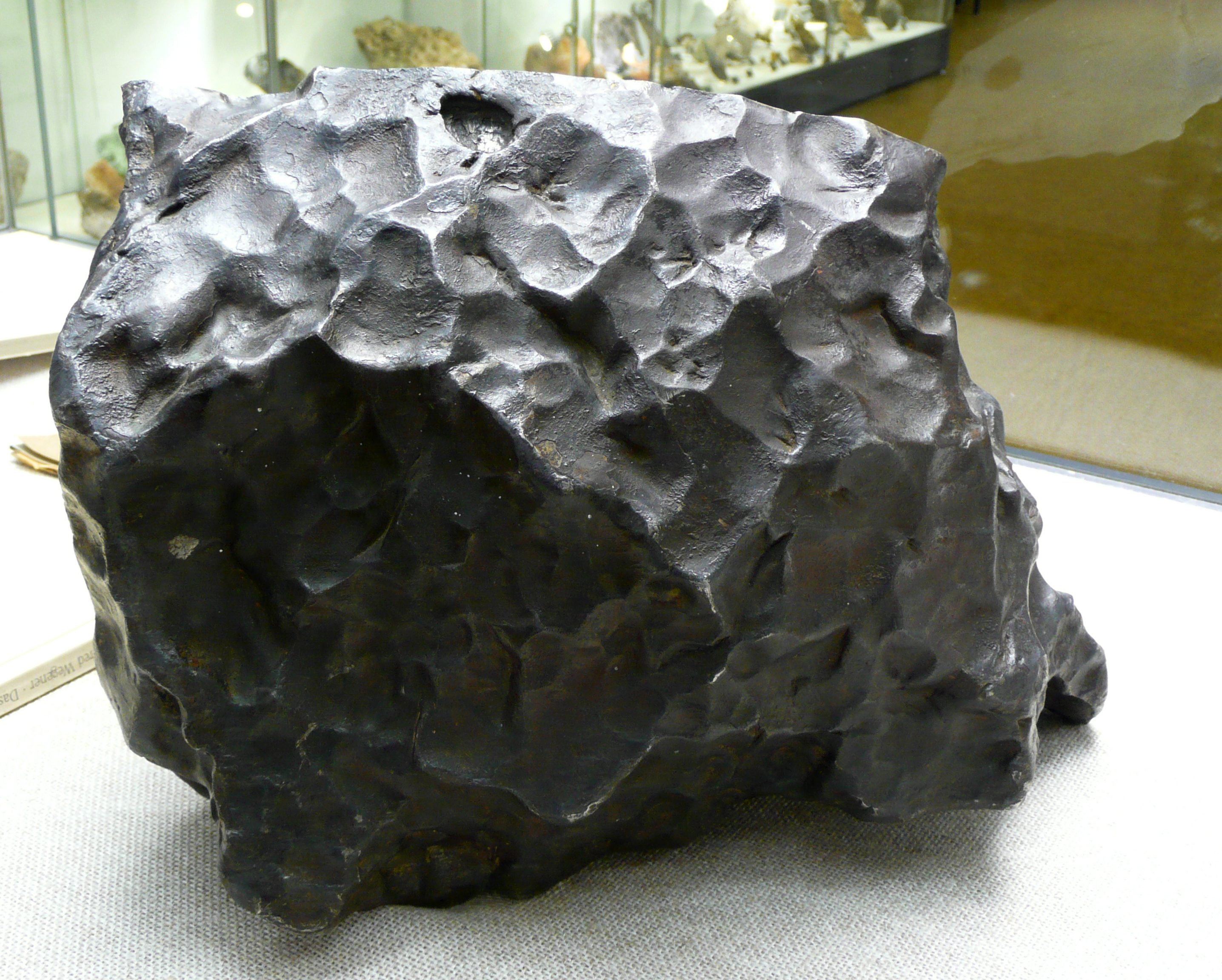
Rückseite des Meteoriten im Mineralogischen Museum Marburg
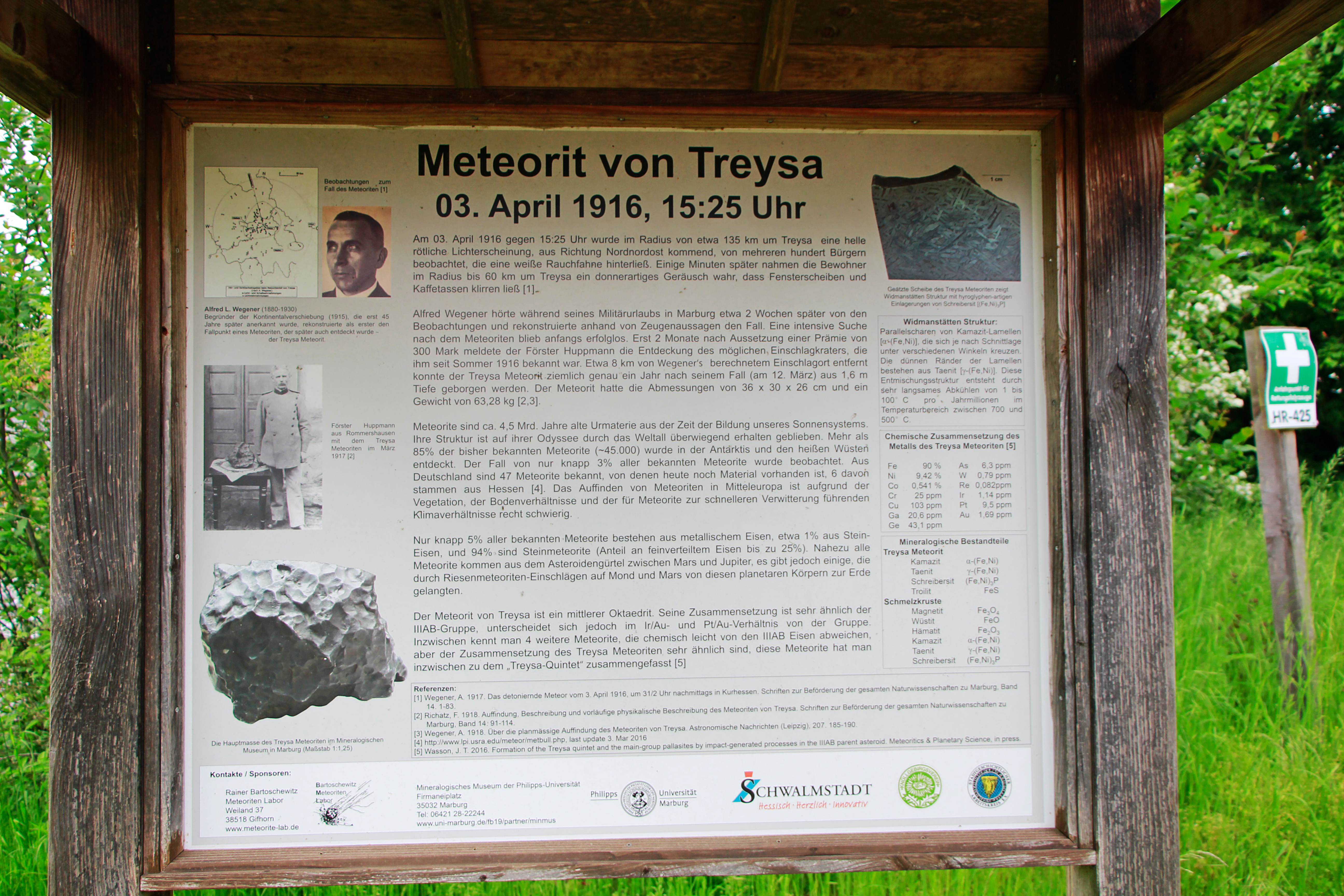
Infotafel im Wald beim Gedenkstein
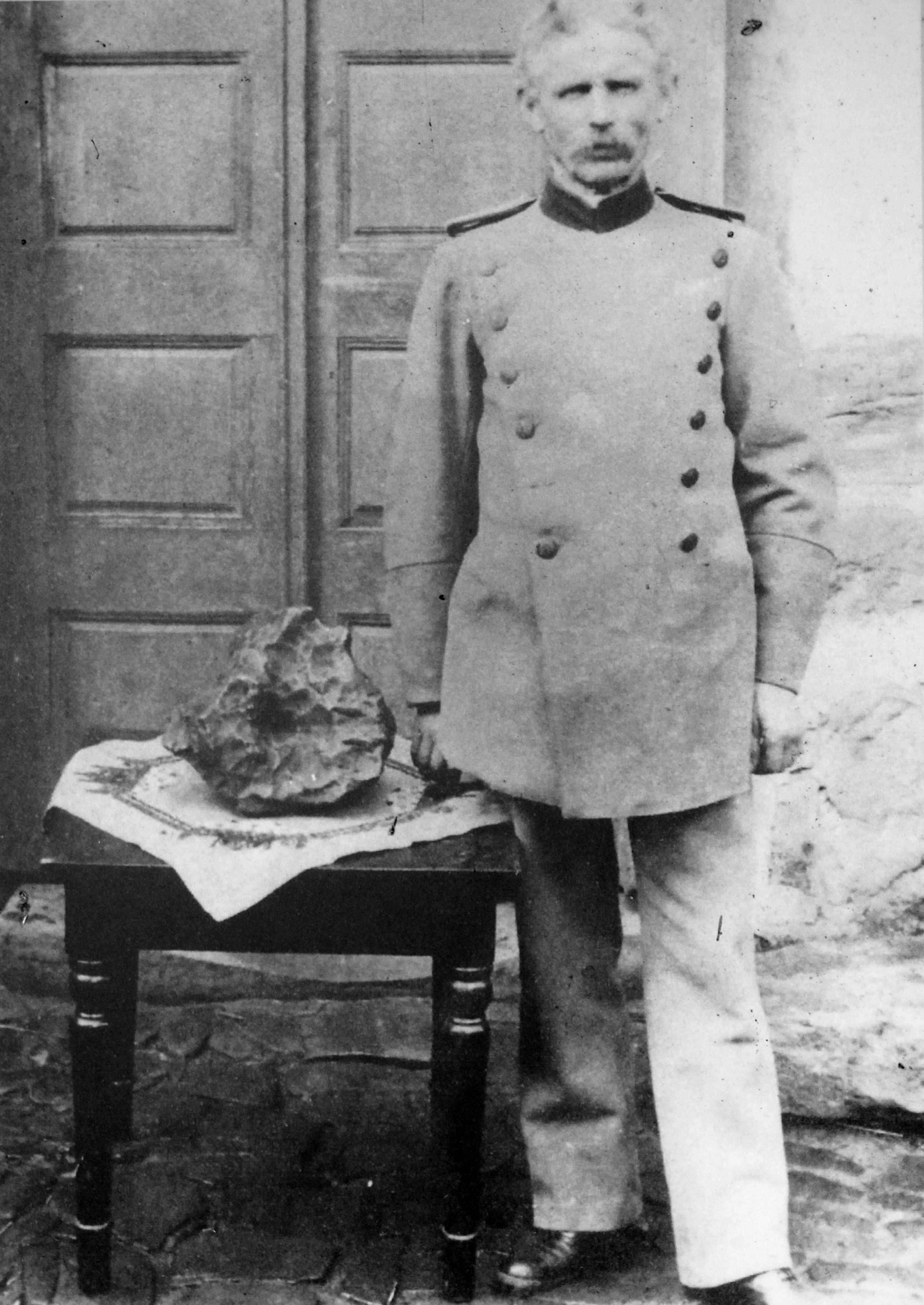
Förster Huppmann mit Modell des Meteoriten